# 채현일
채현일(蔡鉉一, 1970년 7월 26일~)은 대한민국의 정치인이다. 제22대 국회의원이다. 문재인 대통령 청와대 행정관을 역임하였고, 민선 7기 서울 영등포구청장(2018. 7.~2022. 6.)을 지냈다. 제8회 지방선거에서는 낙선하였다. 이후 2024년 4월 10일, 제22대 총선에서 국회의원(서울 영등포구 갑)에 당선되었다.
1970년 7월 26일 전라남도 광주시(현 광주광역시 서구)에서 태어났다. 서울대학교 사회과학대학 정치학과에서 학사 학위를 취득했다.
2016년부터 2017년까지 서울시장 정무보좌관을 지냈으며, 이후 문재인 정부 대통령비서실 정무수석비서관실에서 행정관으로 근무했으며, 2018년부터 2022년까지는 민선 7기 서울 영등포구청장을 역임했다. 2024년 3월부터 4월까지 잠시 더불어민주당 중앙당 대변인을 지냈으며, 같은 해 4월 제22대 국회의원 선거에서 서울 영등포구 갑 선거구에서 당선되어 초선 국회의원이 되어 더불어민주당 서울시당 영등포구 갑 지역위원회 위원장을 맡고 있다.

## 학력
- 서울대학교 사회과학대학 정치학 학사

## 경력
- 2000~2011: 국회의원 보좌관
- 2016~2017: 서울특별시장 정무보좌관
- 2017~2018: 대통령비서실 정무수석실 행정관
- 2018: 더불어민주당 중앙당 부대변인
- 2018년 6월 13일: 제7회 전국동시지방선거 당선(민선 7기, 서울특별시 영등포구청장, 더불어민주당, 초선)
- 2018.07~2022.06: 제41대 서울특별시 영등포구청장 (민선 7기, 더불어민주당, 초선)
- 2024.03~2024.06: 더불어민주당 중앙당 대변인
- 2024년 4월 10일: 대한민국 제22대 국회의원 선거 당선(서울 영등포구 갑, 더불어민주당, 초선)
- 2024.05~: 제22대 국회의원 (서울 영등포구 갑, 더불어민주당, 초선)
  - 2024.06~: 제22대 국회 전반기 행정안전위원회 위원[6]
  - 2025.06~2025.07: 제22대 국회 국무총리(김민석) 임명동의에 관한 인사청문 특별위원회 위원
  - 2025.06~: 제22대 국회 전반기 여성가족위원회 위원
  - 2025.07~: 제22대 국회 전반기 국회운영위원회 위원
- 2024.05~: 더불어민주당 서울특별시당 영등포구 갑 지역위원회 위원장
- 2024.10~: 더불어민주당 서울특별시당 자치분권위원장
- 2025.06~: 더불어민주당 원내부대표
- 2025.08~: 더불어민주당 언론개혁특별위원회 위원
- 2025.08~: 더불어민주당 대선불복불법현수막대응특별위원회 위원

## 역대 선거 결과
|  | 51.84% |

|  | 48.00% |

|  | 54.53% |

## 소속 정당
| 소속 정당 | 소속 정당    | 소속 기간 | 비고      |
| --------- | ------------ | --------- | --------- |
|           | 더불어민주당 | 2018~현재 | 정계 입문 |

## 같이 보기
- 서울 영등포구의 국회의원
- 영등포구 갑
- 영등포구청장